# Ronde van Frankrijk 2009/Veertiende etappe
De veertiende etappe van de Ronde van Frankrijk 2009 werd verreden op zaterdag 18 juli 2009 over een afstand van 199 kilometer tussen Colmar en Besançon.

## Incident
Rond tien voor half vier werd bekendgemaakt dat een politiemotor een vrouw dodelijk had aangereden. Het slachtoffer stak het parcours over en werd geschept door de motor, ze overleed aan haar verwondingen. Door de aanrijding viel de agent van de motor, die vervolgens het publiek in gleed. Twee mensen in het publiek werden geraakt, maar raakten niet levensgevaarlijk gewond.

## Verloop
Om 12.44 werd het startsein gegeven voor de 14e etappe van de Ronde van Frankrijk. De Nederlander Martijn Maaskant was de aanstichter van een kopgroep van 16 man die na 10 kilometer ontstond. Ook Mark Cavendish maakte hier deel van uit, maar omdat zijn aanwezigheid niet op prijs werd gesteld kneep hij in de remmen. Even later moest ook Jens Voigt de kopgroep verlaten wegens materiaalpech, hij slaagde er niet meer in de kopgroep te achterhalen. Het continu door Astana aangevoerde peloton zag de voorsprong van de 14 renners steeds verder groeien. Omdat George Hincapie als best geklasseerde renner in de kopgroep zat, zou het geel van Rinaldo Nocentini in gevaar kunnen komen.
De ploeg van Nocentini zag dit gevaar ook en voerde het tempo flink op. Hoewel de voorsprong wel minder werd wist de kopgroep na 50 kilometer al dat de winnaar in hun midden zat. Martijn Maaskant viel aan op 12 kilometer van de meet, maar zijn jump was niet zo goed als die van Sergej Ivanov. De Rus stoof weg en bleef dat ook, waardoor de 14e etappe op zijn naam kwam te staan. George Hincapie kwam uiteindelijk slechts 5 seconden te kort op het geel van Rinaldo Nocentini
Cavendish werd door de jury uiteindelijk naar de laatste plaats verwezen wegens een klacht van Hushovd. Die werd uiteindelijk dertiende.

### Bergsprints
| Beklimming Côte de Lebetain na 90,5 km | Beklimming Côte de Lebetain na 90,5 km | Beklimming Côte de Lebetain na 90,5 km | 3e cat. 2,4 km à 4,4 % | 3e cat. 2,4 km à 4,4 % |
| Plaats                                 | Naam                                   | Naam                                   | Punten                 |                        |
| Winnaar                                | Frederik Willems                       | Frederik Willems                       | 4                      |                        |
| 2                                      | Albert Timmer                          | Albert Timmer                          | 3                      |                        |
| 3                                      | Sergej Ivanov                          | Sergej Ivanov                          | 2                      |                        |
| 4                                      | Gerald Ciolek                          | Gerald Ciolek                          | 1                      |                        |

| Beklimming Côte de Blamont na 111,5 km | Beklimming Côte de Blamont na 111,5 km | Beklimming Côte de Blamont na 111,5 km | 3e cat. 2,9 km à 4,9 % | 3e cat. 2,9 km à 4,9 % |
| Plaats                                 | Naam                                   | Naam                                   | Punten                 |                        |
| Winnaar                                | Sébastien Minard                       | Sébastien Minard                       | 4                      |                        |
| 2                                      | Gerald Ciolek                          | Gerald Ciolek                          | 3                      |                        |
| 3                                      | Frederik Willems                       | Frederik Willems                       | 2                      |                        |
| 4                                      | Martijn Maaskant                       | Martijn Maaskant                       | 1                      |                        |

### Tussensprints
| Tussensprint Pulversheim na 34 km |                 |        |
| Plaats                            | Naam            | Punten |
| Winnaar                           | Gerald Ciolek   | 6      |
| 2                                 | Daniele Bennati | 4      |
| 3                                 | Daniele Righi   | 2      |

| Tussensprint Dannemarie na 67 km |                     |        |
| Plaats                           | Naam                | Punten |
| Winnaar                          | Hayden Roulston     | 6      |
| 2                                | Christophe Le Mével | 4      |
| 3                                | Sébastien Minard    | 2      |

| Tussensprint Baume-les-Dames na 161,5 km |                  |        |
| Plaats                                   | Naam             | Punten |
| Winnaar                                  | Hayden Roulston  | 6      |
| 2                                        | Sébastien Minard | 4      |
| 3                                        | Daniele Bennati  | 2      |

## Uitslag
| Rang | Renner              | Land             | Ploeg                 | Tijd     |
| ---- | ------------------- | ---------------- | --------------------- | -------- |
| 1    | Sergej Ivanov       | Rusland          | Katjoesja             | 4u37'46" |
| 2    | Nicolas Roche       | Ierland          | AG2R                  | op 16"   |
| 3    | Hayden Roulston     | Nieuw-Zeeland    | Cervélo               | z.t.     |
| 4    | Martijn Maaskant    | Nederland        | Team Garmin           | z.t.     |
| 5    | Sébastien Minard    | Frankrijk        | Cofidis               | z.t.     |
| 6    | Daniele Righi       | Italië           | Lampre                | z.t.     |
| 7    | Christophe Le Mével | Frankrijk        | La Française des Jeux | z.t.     |
| 8    | George Hincapie     | Verenigde Staten | Team Columbia         | z.t.     |
| 9    | Daniele Bennati     | Italië           | Liquigas              | z.t.     |
| 10   | Gerald Ciolek       | Duitsland        | Team Milram           | op 22"   |

## Strijdlustigste renner
| Renner           | Land      | Ploeg       |
| ---------------- | --------- | ----------- |
| Martijn Maaskant | Nederland | Team Garmin |

## Algemeen klassement
| Rang | Renner                | Land                | Ploeg                 | Tijd      |
| ---- | --------------------- | ------------------- | --------------------- | --------- |
|      | Rinaldo Nocentini     | Italië              | AG2R                  | 58u13'52" |
| 2    | George Hincapie       | Verenigde Staten    | Team Columbia         | op 00'05" |
| 3    | Alberto Contador      | Spanje              | Astana                | op 00'06" |
| 4    | Lance Armstrong       | Verenigde Staten    | Astana                | op 00'08" |
| 5    | Christophe Le Mével   | Frankrijk           | La Française des Jeux | op 00'43" |
| 6    | Bradley Wiggins       | Verenigd Koninkrijk | Team Garmin           | op 00'46" |
| 7    | Andreas Klöden        | Duitsland           | Astana                | op 00'54" |
| 8    | Tony Martin           | Duitsland           | Team Columbia         | op 01'00" |
| 9    | Christian Vande Velde | Verenigde Staten    | Team Garmin           | op 01'24" |
| 10   | Andy Schleck          | Luxemburg           | Team Saxo Bank        | op 01'49" |

## Nevenklassementen

### Puntenklassement
| Rang | Renner             | Land                | Ploeg            | Punten |
| ---- | ------------------ | ------------------- | ---------------- | ------ |
|      | Thor Hushovd       | Noorwegen           | Cervélo          | 218    |
| 2    | Mark Cavendish     | Verenigd Koninkrijk | Columbia         | 200    |
| 3    | José Joaquín Rojas | Spanje              | Caisse d'Epargne | 126    |

### Bergklassement
| Rang | Renner            | Land      | Ploeg     | Punten |
| ---- | ----------------- | --------- | --------- | ------ |
|      | Franco Pellizotti | Italië    | Liquigas  | 98     |
| 2    | Egoi Martínez     | Spanje    | Euskaltel | 95     |
| 3    | Brice Feillu      | Frankrijk | Agritubel | 64     |

### Jongerenklassement
| Rang | Renner          | Land      | Ploeg     | Tijd      |
| ---- | --------------- | --------- | --------- | --------- |
|      | Tony Martin     | Duitsland | Columbia  | 58u14'52" |
| 2    | Andy Schleck    | Luxemburg | Saxo Bank | op 00'49" |
| 3    | Vincenzo Nibali | Italië    | Liquigas  | op 00'54" |

### Ploegenklassement
| Rang | Ploeg         | Land             | Tijd       |
| ---- | ------------- | ---------------- | ---------- |
|      | AG2R          | Frankrijk        | 173u02'28" |
| 2    | Team Milram   | Duitsland        | op 00'16"  |
| 3    | Team Columbia | Verenigde Staten | op 04'45"  |

1e etappe ·
2e etappe ·
3e etappe ·
4e etappe ·
5e etappe ·
6e etappe ·
7e etappe ·
8e etappe ·
9e etappe ·
10e etappe ·
11e etappe ·
12e etappe ·
13e etappe ·
14e etappe ·
15e etappe ·
16e etappe ·
17e etappe ·
18e etappe ·
19e etappe ·
20e etappe ·
21e etappe
Startlijst · Eindstanden · Afbeeldingen